# Kurdia uvarovi
Kurdia uvarovi är en insektsart som beskrevs av Karabag 1975. Kurdia uvarovi ingår i släktet Kurdia och familjen vårtbitare. Inga underarter finns listade i Catalogue of Life.